# Юханссон, Нильс-Эрик
Нильс-Э́рик Клас Ю́ханссон (швед. Nils-Eric Claes Johansson; 13 января 1980, Стокгольм, Швеция) — шведский футболист, защитник. Выступал за национальную сборную Швеции.

## Карьера

### Клубная
Футболом начинал заниматься в школе клуба «Викшё». Затем тренировался в «Броммапойкарна» и АИКе. Довольно в юном возрасте перебрался в стан гранда немецкого футбола мюнхенской «Баварии». Поначалу выступал за молодёжный состав и вторую команду, выступавшую в Региональной лиге. За основную команду дебютировал 15 мая 1999 года в игре 32-го тура чемпионата Германии с «Нюрнбергом», выйдя на 82-й минуте на поле вместо Томаса Линке. Так и не закрепившись в основном составе, летом 2000 года Нильс-Эрик перебрался в клуб из Второй Бундеслиги «Нюрнберг». Главный тренер Клаус Аугенталер доверил место в основном составе молодому шведу, и он провел все игры чемпионата, пропустив всего две из-за перебора желтых карточек. В составе клуба из Франконии Юханссон забил два мяча в ворота «Арминии» и мёнхенгладбахской «Боруссии», чем помог команде занять первое место в турнирной таблице и спустя два года вернуться в Бундеслигу. В октябре 2001 года имеющий финансовые трудности «Нюрнберг» получил предложение о покупке Нильса от английского «Блекберна». За новую команду Юханссон дебютировал уже 10 октября, выйдя сразу в стартовом составе в матче Кубка Футбольной лиги с Мидлсбро. Спустя четыре дня сыграл свою первую игру и в английской Премьер-лиге, закончившуюся разгромом «Вест Хэма» со счётом 7:1. 24 февраля 2002 года благодаря голам Энди Коула и Мэтта Янсена «Блэкберн» переиграл «Тоттенхэм» со счётом 2:1 и стал обладателем Кубка Футбольной лиги. В сезоне 2003/04 Нильс-Эрик потерял место в основном составе «Роверс». В связи с этим шведский АИК, лишившийся трёх своих основных защитников, решил приобрести Юханссона, однако переход не состоялся. Пришедший на пост главного тренера Марк Хьюз не видел Юханссона в команде, поэтому со шведом решили не продлевать контракт, истекающий летом 2005 года, и он на правах свободного агента перешёл в «Лестер Сити». В 2007 году у Юханссона истёкал контракт, и он получил предложения от шведских АИКа, «Хаммарбю» и «Гётеборга», а также датского «Брондбю».
21 мая 2007 года Нильс-Эрик решает вернуться в Швецию, подписав трёхлетний контракт АИКом. Первый матч в чемпионате Швеции сыграл 3 июля, выйдя на поле с первых минут в игре с «Треллеборгом», завершившейся победой 2:0. Почти сразу Нильс был избран капитаном команды, заменив на этом посту Даниэля Чернстрёма. 1 ноября 2009 года АИК и «Гётеборг» в очном противостоянии в последнем туре разыграли чемпионство. Пропустив первыми, стокгольмцы благодаря голам Антонио Флавио и Даниэля Чернстрёма добыли нужную для команды победу. Через неделю те же соперники встретились уже в финале Кубка Швеции, где и на сей раз сильнее были игроки АИКа. Голы забили Антонио Флавио и Мауро Оболо, а Нильс-Эрик во второй раз поднял над головой трофей. Перед началом следующего сезона АИК и «Гётеборг» сошлись в матче за Суперкубок Швеции, где третий раз подряд в официальных матчах победу одержал клуб, ведомый Юханссоном.

### В сборных
Выступал за юношенские и молодёжные сборные Швеции всех возрастов. За юношескую сборную Швеции, составленную из футболистов до 17 лет, дебютировал 25 октября 1995 года в матче со сборной Бельгии, завершившемся победой юных шведов со счётом 3:0. За национальную сборную Швеции впервые сыграл 21 августа 2002 года в товарищеском матче в Москве на стадионе «Локомотив» с Россией, выйдя на 66-й минуте вместо капитана Юхана Мьельбю. Всего за шведскую сборную Нильс-Эрик провёл четыре встречи.

## Достижения
Бавария
- Чемпион Германии: 1999/2000
- Обладатель Кубка Германии: 2000
- Обладатель Кубка немецкой лиги: 2000

Нюрнберг
- Чемпион второй Бундеслиги: 2000/01

Блэкберн Роверс
- Обладатель Кубка Футбольной лиги: 2001/02

АИК
- Чемпион Швеции: 2009
- Обладатель Кубка Швеции: 2009
- Обладатель Суперкубка Швеции: 2010

## Матчи за сборную
| # | Дата            | Место                          | Соперник   | Результат | Турнир                                  |
| - | --------------- | ------------------------------ | ---------- | --------- | --------------------------------------- |
| 1 | 21 августа 2002 | «Локомотив», Москва, Россия    | Россия     | 1:1       | Товарищеский матч                       |
| 2 | 7 сентября 2002 | «Сконто», Рига, Латвия         | Латвия     | 0:0       | Отборочные матчи чемпионата Европы 2004 |
| 3 | 16 октября 2002 | «Уллеви», Гётеборг, Швеция     | Португалия | 2:3       | Товарищеский матч                       |
| 4 | 20 ноября 2002  | «На Стинадлех», Теплице, Чехия | Чехия      | 3:3       | Товарищеский матч                       |